# Bernd Truntschka
Bernhard "Bernd" Truntschka (* 7. August 1965 in Landshut) ist ein ehemaliger deutscher Eishockeyspieler, der lange Jahre beim EV Landshut und der Düsseldorfer EG als Stürmer auflief und von 2005 bis 2012 Geschäftsführer der Landshut Cannibals war. Sein älterer Bruder Gerd war ebenfalls Eishockeyprofi.

## Spielerkarriere
Seine erste Profisaison absolvierte Bernd Truntschka in der Saison 1982/83 im Kader der ersten Mannschaft seines Ausbildungsvereins, dem EV Landshut. Bereits in seiner Premierenspielzeit gewann er mit der Mannschaft die deutsche Meisterschaft. In 14 Spielen kam er auf vier Punkte. In den folgenden Jahren avancierte der Linksschütze immer mehr zum Stammspieler und übertraf bis 1987/88 jedes Jahr seine Vorjahresstatistik. In dieser Spielzeit kam er in 36 Spielen auf 40 Punkte – sein bester Wert in der höchsten deutschen Spielklasse. Nach der Spielzeit 1988/89 wechselte der Stürmer von der Isar zur Düsseldorfer EG, mit der er in seinem ersten Jahr bereits deutscher Meister wurde. Für Düsseldorf war Truntschka acht Jahre aktiv, insgesamt erzielte er in 674 Spielen in der höchsten deutschen Liga 141 Tore und 314 Assists.
Nach der Saison 1996/97 kehrte er der DEL den Rücken und ließ seine Karriere langsam beim TSV Erding in der 1. Eishockey-Liga 1997/98 ausklingen. In 55 Spielen erreichte er 13 Tore und 25 Assists, bevor er zur Folgesaison zum EHC Waldkraiburg in die viertklassige 2. Eishockey-Liga wechselte und in 46 Spielen für 22 Tore und 44 Assists verantwortlich zeichnete. Nach der Saison beendete Truntschka offiziell seine Karriere als Spieler. Nach dem finanziell bedingten Neustart seines Heimatvereins in der drittklassigen Eishockey-Oberliga 2000/01 kehrte für sechs Spiele zu seinem Heimatclub zurück, bevor er seine Profikarriere endgültig beendete.

### Erfolge und Auszeichnungen
Der Stürmer wurde insgesamt sechsmal Deutscher Meister: Die erste Meisterschaft feierte er mit seinem Heimatverein, dem EV Landshut, in seiner ersten Profisaison 1982/83. Darauf folgten in den 1990er-Jahren fünf Meisterschaften mit Düsseldorf (1990, 1991, 1992 und 1993, außerdem noch einmal 1996).

### International
Auf internationaler Ebene war Truntschka erstmals 1983 aktiv, als er bei den Junioren-Europameisterschaften in fünf Spielen auf acht Punkte brachte. Mit der deutschen Eishockeynationalmannschaft lief er erstmals 1988 bei den Olympischen Spielen auf. Danach wurde er zu zwei weiteren Olympiateilnahmen (1992 und 1994) in den deutschen Kader berufen. In 20 Einsätzen kam er auf drei Tore und einen Assist. Daneben lief er bei vier Eishockey-Weltmeisterschaften (1990, 1991, 1992, 1993) auf und erzielte in 32 Spielen fünf Tore und sieben Assists.

## Karrierestatistik
(Legende zur Spielerstatistik: Sp oder GP = absolvierte Spiele; T oder G = erzielte Tore; V oder A = erzielte Assists; Pkt oder Pts = erzielte Scorerpunkte; SM oder PIM = erhaltene Strafminuten; +/− = Plus/Minus-Bilanz; PP = erzielte Überzahltore; SH = erzielte Unterzahltore; GW = erzielte Siegtore; 1 Play-downs/Relegation; Kursiv: Statistik nicht vollständig) oder (Legende zur Torhüterstatistik: GP oder Sp = Spiele insgesamt; W oder S = Siege; L oder N = Niederlagen; T oder U oder OT = Unentschieden oder Overtime- bzw. Shootout-Niederlage; Min. = Minuten; SOG oder SaT = Schüsse aufs Tor; GA oder GT = Gegentore; SO = Shutouts; GAA oder GTS = Gegentorschnitt; Sv% oder SVS% = Fangquote; EN = Empty Net Goal; 1 Play-downs/Relegation; Kursiv: Statistik nicht vollständig)

## Spätere Karriere
Nach dem Ende seiner Spielerkarriere und seinem BWL-Studium an der FH Düsseldorf und der Hochschule Landshut wurde er Manager beim EV Landshut. Zudem wurde er 2005 Geschäftsführer der L.E.S GmbH, der Spielbetriebs-GmbH der Landshut Cannibals.